# Instagram Live
Instagram Live és una funció de la xarxa social Instagram que permet als usuaris emetre vídeos en directe de la mateixa manera que altres aplicacions com Facebook Live o Periscope. Malgrat que quan es va crear no era possible, avui dia els usuaris tenen la possibilitat de guardar els vídeos al finalitzar la transmissió i compartir-los en la funció “stories” durant 24 hores.

## Característiques
- Un cop s'està transmetent en directe, en la part inferior de la pantalla es mostren les persones connectades i els seus comentaris.
- El novembre de 2017, Instagram va afegir l'opció de crear directes compartits. Els usuaris, per tant, poden sol·licitar a la gent que estigui transmetent en directe unir-se a la transmissió. Si aquests accepten, l'aplicació es prepararà i la pantalla es dividirà en dos.[2]
- A través de la configuració, l'usuari pot decidir si vol rebre notificacions cada cop que algun dels seus seguidors comença a transmetre en directe.